# ライプツィヒ・バッハ音楽祭

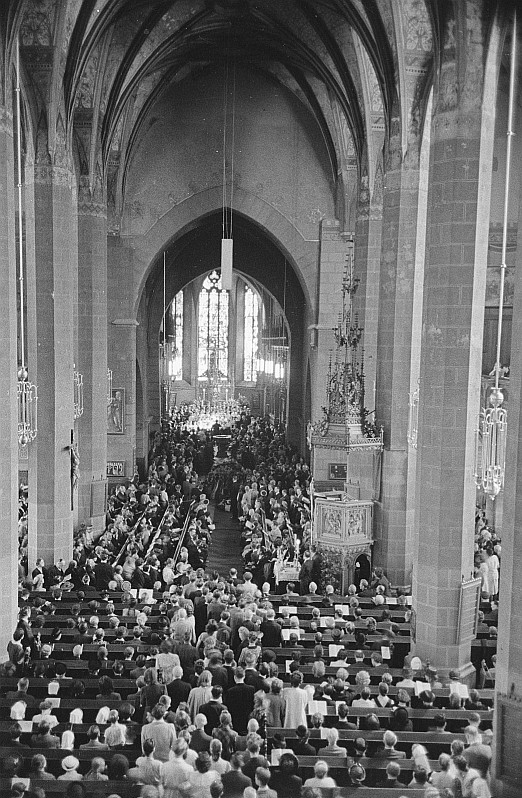
聖トーマス教会（1950年7月28日）

ライプツィヒ・バッハ音楽祭（ドイツ語: Bachfest Leipzig）は、ドイツのライプツィヒで毎年行われる音楽祭。ライプツィヒはヨハン・ゼバスティアン・バッハが1723年からその死の1750年までトーマスカントルを務めた都市である。Bachwochen（バッハの週）やBachtage（バッハの日）とも呼ばれる。

## 概要
音楽祭は新バッハ協会の創設に合わせて1904年より始まり、1908年から公式行事となった。1999年よりライプツィヒ市に代わってバッハ資料館（バッハ・アルヒーフ）が運営するようになり、毎年違ったテーマが設定される。音楽祭の期間はトーマスカントルの指揮によるオープニング・コンサートからはじまり、100前後のイベントが開催される。ファイナル・コンサートは伝統的に聖トーマス教会での『ミサ曲 ロ短調』の演奏である。

## テーマ
- 2003年：伝統と再生の狭間で
- 2004年：バッハとロマン主義
- 2005年：バッハと未来
- 2006年：バッハからモーツァルトへ
- 2007年：モンテヴェルディからバッハへ
- 2008年：バッハと息子たち
- 2009年：バッハ - メンデルスゾーン - レーガー
- 2010年：バッハ - シューマン - ブラームス
- 2011年：イタリア趣味によって…
- 2012年：新しい歌を… トーマス合唱団800周年
- 2013年：キリストの生涯
- 2014年：真の奏法

- 2023年：未来へのバッハ